# Хрістос Ардізоглу
Хрістос Ардізоглу (грец. Χρήστος Αρδίζογλου, нар. 25 березня 1953, Єрусалим) — грецький футболіст, що грав на позиції півзахисника.
Виступав, зокрема, за АЕК, з яким став дворазовим чемпіоном Греції та дворазовим володарем Кубка Греції, а також національну збірну Греції.

## Клубна кар'єра
Ардізоглу народився в Єрусалимі, де його родина знайшла притулок після катастрофи в Малій Азії, від батька грека та матері ізраїльтянки. Проживши перші роки життя в Ізраїлі, його батьки Дімітріс і Аггелікі вирішили в 1958 році повернутись до Греції.
У дорослому футболі дебютував 1971 року виступами за команду «Аполлон Смірніс», в якій провів три сезони і зіграв 44 гри. 
Своєю грою за цю команду привернув увагу представників тренерського штабу клубу АЕК, до складу якого приєднався 1974 року. Трансфер обійшовся в непомірну на той час суму в 5 мільйонів драхм плюс Нікос Каруліас, а Ардізоглу отримав квартиру як подарунок. Відіграв за афінський клуб наступні одинадцять сезонів своєї ігрової кар'єри. Більшість часу, проведеного у складі клубу АЕК, був основним гравцем команди. За цей час двічі виборював титул чемпіона Греції в 1978 і 1979 роках і два Кубка Греції в 1978 і 1983 роках.

Хрістос Ардізоглу (ліворуч) на Євро-1980 проти німця Гансі Мюллера.

У 1985 році він повернувся в «Аполлон Смірніс», а в грудні, в середині сезону 1985/86 і провівши 6 матчів у лізі, він офіційно вирішив завершити кар'єру.
Після виходу на пенсію він приєднався до грецької поліції, де прослужив до 2017 року. У проміжку він працював тренером «Аполлона» в сезоні 1998/99.

## Виступи за збірну
24 вересня 1975 року дебютував в офіційних матчах у складі національної збірної Греції в матчі проти Румунії (1:1) у Балканському кубку. 29 жовтня 1978 року він забив свій дебютний гол у національній збірній у переможному матчі проти Угорщини (4:1).
У складі збірної був учасником чемпіонату Європи 1980 року в Італії, де зіграв у двох матчах.
Загалом протягом кар'єри в національній команді, яка тривала 10 років, провів у її формі 43 матчі, забивши 2 голи.

## Титули і досягнення
- Чемпіон Греції (2):

АЕК: 1977/78, 1978/79
- Володар Кубка Греції (2):

АЕК: 1977/78, 1982/83

### Індивідуальні
- Найкращий бомбардир Кубка Греції: 1975/76 (5 голів)